# Carmageddon: TDR 2000
Carmageddon: TDR 2000 (ou Carmageddon: Total Destruction Racing 2000 ou Carmageddon 3) est un jeu vidéo de combat motorisé développé par Torus Games, sorti en 2000 sur Windows. Le jeu a bénéficié d'une extension du nom de The Nosebleed Pack.

## Accueil
- Gamekult : 6/10[1]